# Albany, New York
Albany je glavni i najstariji grad u američkoj državi New York te sjedište i najnaseljeniji grad u okrugu Albany. Nalazi se na zapadnoj obali rijeke Hudson, oko 16 km južno od ušća u rijeku Mohawk.
Grad Albany je ekonomsko i kulturno središte Capital Districta države New York, metropolitanskog područja koje uključuje obližnje gradove i predgrađa poput Colonie, Troya, Schenectadyja i Saratoga Springsa. S procijenjenom populacijom od 1,1 milijuna stanovnika u 2013. godini, Capital District je treća najnaseljenija metropolitanska regija u državi. Prema podacima iz 2023. godine, Albany ima 101.228 stanovnika.
Područje rijeke Hudson prvotno su naseljavali Mohikanci koji su govorili algonkinskim jezikom. Područje su kasnije naselili nizozemski kolonisti, koji su 1614. godine izgradili Fort Nassau za trgovinu krznom, a 1624. Fort Orange. Godine 1664. Englezi su preuzeli nizozemska naselja i preimenovali grad u Albany u čast škotske titule vojvode od Yorka (kasnije Jakov II. od Engleske i Irske i Jakov VII. od Škotske): vojvode od Albanyja.
Grad je službeno dobio povelju 1686. godine pod engleskom upravom. Albany je postao glavni grad države New York 1797. godine, nakon osnivanja Sjedinjenih Država. To je najstarije sačuvano naselje od izvornih trinaest britanskih kolonija sjeverno od Virginije.
Krajem 18. i tijekom većeg dijela 19. stoljeća, Albany je bio središte trgovine i prometa. Grad se nalazi na sjevernom kraju plovnog dijela rijeke Hudson. Bio je prvobitno istočno krajnje odredište Erie kanala, koji povezuje Velika jezera te dom nekih od najranijih željeznica na svijetu.
U 1920-ima u Albanyju se pojavio snažan politički mehanizam pod kontrolom Demokratske stranke. U drugoj polovici 20. stoljeća populacija Albanyja se smanjila zbog širenja urbanih područja i suburbanizacije. Tijekom 1990-ih, Zakonodavno tijelo države New York odobrilo je gradu plan izgradnje i renovacije vrijedan 234 milijuna dolara, što je potaknulo obnovu u centru grada.
Početkom 21. stoljeća, visokotehnološka industrija u Albanyju značajno je porasla, osobito u području nanotehnologije.

## Geografija
Albany se nalazi otprilike 240 kilometara  sjeverno od New York Cityja, uz rijeku Hudson. Grad ima ukupnu površinu od 56 četvornih kilometara, od čega 55 četvornih kilometara čini kopno, dok je 1,0 četvorni kilometar, odnosno 1,8 %, vodena površina.
Grad graniči sa sjevera s općinom Colonie (uključujući selo Menands), sa zapada s općinom Guilderland te s juga s općinom Bethlehem. Tijekom 19. stoljeća bivši potoci Foxes Creek, Beaver Kill i Rutten Kill preusmjereni su ispod zemlje.
Unutar granica grada nalaze se četiri jezera: jezero Buckingham, jezero Rensselaer na ušću potoka Patroon, jezero Tivoli koje je nastalo kao rezervoar i nekada je bilo povezano s potokom Patroon te jezero Washington Park, koje je nastalo pregrađivanjem potoka Beaver Kill.
Najniža točka je na rijeci Hudson, koja je u Albanyju još uvijek tehnički estuarij i pod utjecajem atlantskih plimnih valova. Na niskom plimnom valu prosječna visina je 0,61 metar  iznad razine mora, dok na visokom plimnom valu iznosi 1,2 metra.
Unutrašnjost Albanyja sastoji se od valovitih brežuljaka koji su nekada bili dio Albany Pine Busha, područja borovih i hrastovih grmova, a tlo je suho i pješčano, ostatak drevnog jezera Albany. Zbog urbanog razvoja, Pine Bush se smanjio s početnih 25.000 na današnjih 6.000 hektara (10.100 na 2.400 ha). Prirodni rezervat osnovalo je Državno zakonodavstvo 1988. godine, a smješten je na zapadnom rubu grada, šireći se u Guilderland i Colonie. To je jedini veći unutrašnji ekosustav borovih šikara i pješčanih dina u Sjedinjenim Državama i dom je mnogim ugroženim vrstama, uključujući plavi leptir Karner.

### Klima
Albany se nalazi u zoni vlažne borealne klime (Köppenova klasifikacija klime: Dfa) i karakteriziraju ga hladne, snježne zime te vruća, vlažna ljeta; grad doživljava četiri distinktivna godišnja doba. Albany se nalazi u zoni otpornosti biljaka 6a u blizini centra grada i uz obalu rijeke Hudson, dok je na zapadnom kraju u zoni 5b.
Albany godišnje primi 1030 mm) oborina, s 138 dana u godini s najmanje 0,25 mm oborina. Snijeg je značajan, s ukupno 151 cm snijega po sezoni, ali s manjim nakupljanjem nego u područjima s efektom jezera na sjeveru i zapadu jer je Albany udaljeniji od jezera Ontario. Međutim, Albany je dovoljno blizu atlantske obale da povremeno primi teške snijegove od noreastera, a grad s vremena na vrijeme doživi i Alberta clippers (brze zimske oluje).
Zime u Albanyju mogu biti vrlo hladne s promjenjivim uvjetima; temperature padaju na –18 °C (0 °F) ili niže tijekom devet noći svake godine. Ljeti, Albany može imati razdoblja prekomjerne vrućine i vlažnosti, s temperaturama od 32 °C (90 °F) ili višim na devet dana u godini. Rekordne temperaturne ekstreme kretale su se od –33 °C (–28 °F) 19. siječnja 1971. do 40 °C (104 °F) 4. srpnja 1911. godine.

### Gradski pejzaž

#### Četvrti
Četvrti Albanyja uključuju Arbor Hill, Center Square, Pine Hills i South End.

## Ekonomija
Albany ima ekonomiju koja se uvelike oslanja na vladu, zdravstvo, obrazovanje, a u posljednje vrijeme i na tehnologiju. Zbog ovih stabilnih ekonomskih sektora, lokalna ekonomija bila je relativno imuna na nacionalne ekonomske recesije u prošlosti. U 2009. godini više od 25 posto stanovništva grada radilo je na poslovima vezanim uz vladu.
Procijenjena dnevna populacija Albanyja iznosi više od 162.000 ljudi. Među tvrtkama sa sjedištem u Albanyju su Trans World Entertainment, AMRI Global i Clough Harbour. Godine 2019., Albany je imao četvrti najveći broj odvjetnika u radnoj snazi (7,5 odvjetnika na 1000 radnih mjesta) u Sjedinjenim Državama, odmah nakon Washingtona, D.C., Trenta u New Jerseyju i New York Cityja.

## Umjetnost i kultura

### Zabava
Palace Theatre i The Egg su srednje velike dvorane za glazbene, kazališne i spoken-word nastupe, dok je Capital Repertory Theatre manja.
The MVP Arena je najveće glazbeno mjesto u gradu, koje ugosti nacionalne i međunarodne bendove. Također, održavaju se sajmovi, sportski događaji i drugi veliki skupovi.

## Infrastruktura

### Promet

#### Autoceste
Autocesta New York State Thruway najistaknutija je prometnica koja opslužuje Albany. Od Albanyja prema zapadu, dio je autoceste Interstate 90, koja povezuje Albany s većim gradovima poput Syracusea, Rochestera i Buffala. Na jugu postaje dio autoceste Interstate 87, koja vodi prema New York Cityju.
Kratki, neplaćeni dio autoceste Interstate 90 proteže se sjevernim i istočnim dijelovima Albanyja prije nego što se ponovno spaja s Berkshire proširenjem autoceste Thruway, koje vodi do autoceste Massachusetts Turnpike i konačno do Bostona. Sjeverno od Albanyja, Interstate 87 prati cestu Northway do Kanade kod Champlaina; Autoroute 15 nastavlja u Quebecu, povezujući Albany s Montrealom.
Autocesta Interstate 787 povezuje centar Albanyja s južnim dijelom I-87/Thruway, dok se na sjeveru spaja s besplatnim dijelom Interstate 90 prije nego što nastavi prema Troyu, Watervlietu, Colonieju i Menandsu. Putem ceste Route 7, I-787 se povezuje s Northwayem.

#### Vlakovi
Nakon zatvaranja stanice Union Station na Broadwayu, putnički željeznički promet u tom području pruža Amtrak na stanici Albany-Rensselaer, koja se nalazi preko rijeke u Rensselaeru. Godine 2009. stanica je opslužila više od 720.000 putnika, čime je postala druga najprometnija Amtrakova stanica u državi New York, odmah iza stanice Penn Station na Manhattanu.
Amtrak pruža usluge prema jugu do New Yorka, prema sjeveru do Montreala i Burlingtona (Vermont), prema zapadu do Niagarskih slapova, Toronta i Chicaga te prema istoku do Bostona.

#### Zračna luka
Glavna zračna luka Albanyja je Međunarodna zračna luka Albany (Albany International Airport) koja se nalazi u Colonie. Glavne aviokompanije koje pružaju usluge za Albany uključuju: American Airlines, Delta Air Lines, Southwest Airlines, JetBlue Airlines i United Airlines. Lokalni operater zračne baze je Million Air.
Godine 2010. Albany je imao najvišu prosječnu cijenu avionskih karata u državi New York, iako je trošak po milji na njegovim najprometnijim rutama bio drugi najniži u državi 

#### Autobus
Uprava za promet glavnog okruga (Capital District Transportation Authority – CDTA) pruža autobusne usluge u Albanyju i okolnim područjima, uključujući Schenectady, Troy i Saratoga Springs.
Grad je nekada bio opskrbljen gradskom tramvajskom uslugom kojom je upravljala tvrtka United Traction Company. Kao i u mnogim američkim gradovima, dolaskom automobila usluge lake željeznice u Albanyju su opale te su zamijenjene autobusnim i taksi uslugama.
Autobusne linije poput Greyhound Lines, Trailways, Peter Pan, Short Line, Vermont Translines i Yankee Trails opslužuju terminal u centru grada. Brown Coach pruža usluge za dnevne putnike.
Jeftina autobusna usluga na ulicama dostupna je s kampusa Sveučilišta SUNY Albany i postaje Rensselaer putem Megabus-a, s izravnim linijama za New York City.

#### Brod
Albany, koji je dugo bio važna luka na rijeci Hudson, danas opslužuje domaće i međunarodne brodove kroz luku Albany-Rensselaer, koja se prostire s obje strane rijeke. Luka ima najveću mobilnu lučku dizalicu u državi New York.
Danas se koristi i Državni kanal za teglenice države New York (New York State Barge Canal), koji je krajnji nasljednik Erie kanala, uglavnom za turističke i privatne brodove.

## Gradovi prijatelji
Grad Nijmegen u Nizozemskoj povezao se s Albanyjem nakon Drugog svjetskog rata. Uz pomoć Katoličkog sveučilišta u Albanyju, Katoličko sveučilište u Nijmegenu (Radboud University Nijmegen) obnovilo je djelomično uništenu knjižnicu, pri čemu je nizozemskom sveučilištu donirano preko 50.000 knjiga.
Kako bi izrazio zahvalnost za pomoć nakon rata, Nijmegen je 1948. godine poslao Albanyju 50.000 tulipanskih lukovica; ovaj je čin doveo do uspostave godišnjeg Tulipanskog festivala (Tulip Festival). Većina drugih kulturnih veza uspostavljena je 1980-ih tijekom mandata gradonačelnika Whalena kao dio njegovog programa kulturnog širenja.
Gradovi prijatelji Albanyja su:  
- Buča, Ukrajina
- Nassau, Bahami
- Nijmegen, Nizozemska
- Tula, Rusija
- Verona, Italija